# Białokorzec
Białokorzec (biał. Белакорац; ros. Белокорец) – wieś na Białorusi, w obwodzie mińskim, w rejonie wołożyńskim, w sielsowiecie Wołożyn, na skraju Puszczy Nalibockiej.
Dawniej zaścianek. W dwudziestoleciu międzywojennym leżał w Polsce, w województwie nowogródzkim, w powiecie wołożyńskim.